# The Originals (Band)
The Originals waren eine erfolgreiche R&B- und Soul-Gruppe des Motown-Sounds, die 1966 gegründet wurde und zunächst bis 1982 bestand. Neben Walter Gaines (Bariton) sangen dort zunächst Freddie Gorman (Bass), C. P. Spencer und Hank Dixon (beide Tenor). Die Vokalgruppe hatte Hits wie Baby I’m for Real (1969), The Bells (1970) oder Down to Love Town (1976). Sie arbeiteten auch als Background-Sänger für Marvin Gaye, Edwin Starr und Stevie Wonder.

## Diskografie

### Alben
| Jahr | Titel                     | Höchstplatzierung, Gesamtwochen, AuszeichnungChartplatzierungen (Jahr, Titel, Platzierungen, Wochen, Auszeichnungen, Anmerkungen) | Höchstplatzierung, Gesamtwochen, AuszeichnungChartplatzierungen (Jahr, Titel, Platzierungen, Wochen, Auszeichnungen, Anmerkungen) | Anmerkungen                  |
| Jahr | Titel                     | US | R&B | Anmerkungen                  |
| ---- | ------------------------- | --- | --- | ---------------------------- |
| 1969 | Green Grow the Lilacs     | US174 (4 Wo.)US | R&B18 (20 Wo.)R&B | Soul auch Baby, I’m For Real |
| 1970 | Portrait of the Originals | US198 (2 Wo.)US | R&B47 (2 Wo.)R&B | Soul                         |
| 1970 | Naturally Together        | — | R&B44 (2 Wo.)R&B | Soul                         |

Weitere Alben
- 1972: Def-I-Ni-Tions (Soul)
- 1974: Game Called Love (Soul)
- 1975: California Sunset (Soul)
- 1976: Communique (Soul)
- 1977: Down to Love Town (Soul)
- 1978: Another Time, Another Place (Fantasy)
- 1979: Come Away with Me (Fantasy)
- 1981: Yesterday and Today (Polydor)

### Kompilationen
- 1990: Baby, I’m for Real (Motown)
- 1999: The Very Best of the Originals (Motown)
- 2002: The Essential Collection  (Spectrum)

### Singles
| Jahr | Titel Album                                                 | Höchstplatzierung, Gesamtwochen, AuszeichnungChartplatzierungen (Jahr, Titel, Album, Platzierungen, Wochen, Auszeichnungen, Anmerkungen) | Höchstplatzierung, Gesamtwochen, AuszeichnungChartplatzierungen (Jahr, Titel, Album, Platzierungen, Wochen, Auszeichnungen, Anmerkungen) | Anmerkungen |
| Jahr | Titel Album                                                 | US | R&B | Anmerkungen |
| ---- | ----------------------------------------------------------- | --- | --- | ----------- |
| 1969 | Baby, I’m For Real Green Grow The Lilacs                    | US14 (16 Wo.)US | R&B1 (17 Wo.)R&B |             |
| 1970 | The Bells Portrait Of The Originals                         | US12 (14 Wo.)US | R&B4 (13 Wo.)R&B |             |
| 1970 | We Can Make It Baby Naturally Together                      | US74 (6 Wo.)US | R&B20 (9 Wo.)R&B |             |
| 1970 | God Bless Whoever Sent You Naturally Together               | US53 (12 Wo.)US | R&B14 (12 Wo.)R&B |             |
| 1975 | Good Lovin’ Is Just A Dime Away California Sunset           | — | R&B53 (8 Wo.)R&B |             |
| 1976 | Down To Love Town Communique                                | US47 (9 Wo.)US | R&B93 (8 Wo.)R&B |             |
| 1981 | Medley: Waitin’ On A Letter/Mr. Postman Yesterday and Today | — | R&B74 (7 Wo.)R&B |             |

Weitere Singles
- 1967: Good Night Irene
- 1969: We’ve Got A Way Out Of Love
- 1969: Green Grow The Lilacs
- 1971: Keep Me
- 1972: I’m Someone Who Cares
- 1973: Be My Love
- 1973: There’s A Chance When You Love You’ll Lose
- 1974: Supernatural Voodoo Woman" (Part 1)
- 1974: Game Called Love
- 1974: You’re My Only World
- 1975: Fifty Years
- 1975: Everybody’s Got To Do Something
- 1976: Touch
- 1977: Call On Your Six-Million Dollar Man
- 1978: Temporarily Out Of Order
- 1979: Blue Moon
- 1979: J-E-A-L-O-U-S (Means I Love You)
- 1981: The Magic Is You
- 1982: Baby, I’m for Real – ’82